# PA-7100

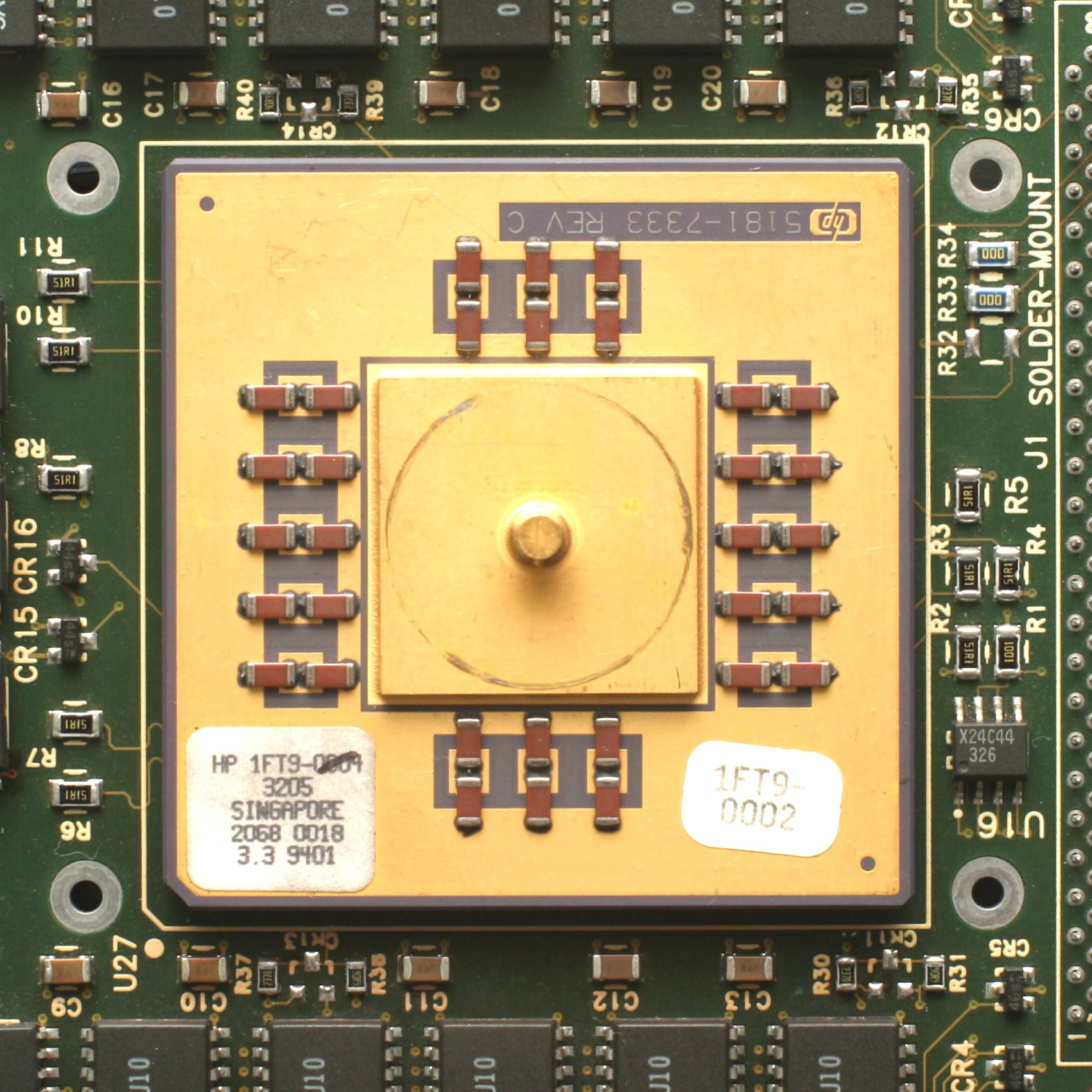
Микропроцессор PA-7150.

PA-7100 — микропроцессор, разработанный компанией Hewlett-Packard, в котором реализована система команд PA-RISC 1.1. Также известен как PCX-T и по своему кодовому названию Thunderbird. Был представлен в начале 1992 года и стал первым микропроцессором архитектуры PA-RISC с интегрированным математическим сопроцессором (FPU) на подложке. Работал на тактовой частоте 33-100 МГц и был прямым конкурентом для DEC Alpha 21064 на рынке рабочих станций и серверов. PA-7100 использовался HP в рабочих станциях серии HP 9000 и Stratus Computer в отказоустойчивых серверах серии Continuum.
PA-7100 основан на наборе микросхем PA-7000 (PCX-S), предыдущей реализации архитектуры PA-RISC, состоявшем из микропроцессора и математического сопроцессора (FPU). PA-7100 содержал 850 000 транзисторов, имел размеры 14,3×14,3 мм, площадь 204,49 мм². Производился на фабриках HP по собственному технологическому процессу CMOS26B — 0,8 мкм КМОП. PA-7100 имел керамический PGA корпус с 504 выводами, который имел вольфрамово-медный радиатор.
Усовершенствованная версия PA-7150 была представлена в 1994 году. Он работал на тактовой частоте 125 МГц, благодаря улучшенной схемотехнике. Производился по тому же технологическому процессу CMOS26B, что и оригинальный PA-7100.
Оба микропроцессора производились на полупроводниковых фабриках HP в Корваллисе (Орегон, США) и Форте Коллинс (Колорадо, США).
Микропроцессоры PA-7100LC и PA-7200 также были основаны на PA-7100.